# Rossen Plevneliev
Rossen Assenov Plevneliev (Росен Асенов Плевнелиев en bulgare), né le 14 mai 1964 à Gotsé Deltchev, est un entrepreneur et homme d'État bulgare, président de la République du 22 janvier 2012 au 22 janvier 2017.
Chef d'entreprise dans le domaine du bâtiment et travaux publics à partir de 1990, il est nommé ministre du Développement régional en 2009, dans le gouvernement conservateur de Boïko Borissov. Deux ans plus tard, il est élu président de la République avec 52,5 % des voix. Il ne brigue pas un second mandat à l'issue de son quinquennat.

## Biographie

### Formation
Il achève ses études secondaires en 1982, dans un lycée de mathématiques à Blagoevgrad, puis intègre, deux ans plus tard, l'université technique de Sofia. Il en ressort en 1989, avec un diplôme de génie informatique.

### Une longue carrière dans l'entreprise
En 1990, il fonde la société de construction Iris International AD, première entreprise bulgare à obtenir, en octobre 1999, le certificat de qualité ISO 9001, et dont il devient directeur général. Il crée, quatre ans plus tard, une nouvelle compagnie de bâtiment et travaux publics, LinBulgaria OOD.
Fondateur et directeur général, en 1998, de la société d'investissements Lindner Iris Immobilien OOD, il crée l'année suivante Business Park Sofia EOOD, entreprise spécialisée dans la construction immobilière. En 2001, il organise la fusion de Iris International, LinBulgaria et Lindner Iris Immobilien dans Lindner Bulgaria OOD.
Il crée par la suite deux nouvelles sociétés, Residential Park Sofia OOD, en 2003, qui investit dans les projets de construction de parcs, et Lindner Immobilien Management OOD, une autre compagnie d'investissement, en 2005. Deux ans plus tard, il devient membre du bureau de la confédération du patronat bulgare.

### Ministre du Développement régional
Devenu, en 2009, membre de l'équipe économique du parti des Citoyens pour le développement européen de la Bulgarie (GERB), dont il n'est pas adhérent, il est nommé, le 27 juillet, ministre du Développement régional et des Travaux publics par le nouveau Premier ministre, Boïko Borissov.
Il lance ou relance alors des chantiers d'infrastructures routières,. En mars 2010, il promet que la Bulgarie disposera d'un réseau totalement fonctionnel d'infrastructures routières d'ici dix ans, et annonce deux mois plus tard la mise en place d'un système de péage électronique dès 2013. Le 15 juin 2010, il rend public un projet de construction d'un tunnel sous le col de Chipka, le plus haut de Bulgarie, d'ici à 2020, qu'il envisage de financer avec les fonds européens si aucun investisseur ne se manifeste.
Il fait part, le mois suivant, de sa volonté de privatiser les trois grandes entreprises publiques de bâtiment et travaux publics, puis présente, au mois d'août, un plan de modernisation des routes de 130 millions de leva dans le cadre du programme européen de développement régional. En octobre 2010, il décale à 2014 l'objectif de mise en place du péage électronique.

### Élection présidentielle de 2011
Plus populaire que le Premier ministre Boiko Borissov à partir de mars 2011,, il est présenté comme candidat des GERB à l'élection présidentielle du 23 octobre le 4 septembre, alors qu'il avait démenti cinq mois plus tôt vouloir se présenter à la présidence, ou aux élections locales qui se tiendront le même jour. Il est remplacé trois jours plus tard par Lilyana Pavlova, jusqu'ici vice-ministre du Développement régional. Arrivé en tête du premier tour, avec 40,1 % des voix, il l'emporte au second, face au député européen socialiste Ivaïlo Kalfin, avec 52,5 % des voix.

### Président de la République
Il prête serment le 19 janvier 2012. Son investiture a lieu le 22 janvier 2012, conjointement avec la vice-présidente Margarita Popova.
Le 18 février 2013, alors que le pays connaît d'importantes manifestations, il dit comprendre le sentiment d'injustice de la population, tout en s'opposant à des élections anticipées et à la nationalisation des compagnies d'électricité. Le gouvernement démissionne cependant trois jours plus tard, un choix qu'il critique en expliquant que « L'option politiquement responsable, pour le gouvernement, était de terminer son mandat ». Il se rend, le 24 février, devant les manifestants, qui le conspuent, mais il reste alors la seule personnalité politique du pays à les avoir écoutés et repart avec une liste de doléances.
Il annonce, le 28 février, que les élections législatives seront avancées au 12 mai et qu'un gouvernement intérimaire sera appelé à gérer les affaires courantes d'ici au scrutin, aucun des trois plus grands groupes à l'Assemblée nationale n'ayant accepté de former un exécutif. Il convoque, le lendemain, à la présidence, trente-cinq personnes représentant les manifestants, les syndicats, le milieu des affaires, les ONG, les universitaires et les associations en vue de constituer un « conseil public », qui formera un organe consultatif aux côtés du gouvernement de transition. Cependant, neuf des dix délégués des manifestants, qui s'opposent à la présence des représentants des entreprises, quittent la table des discussions dès le début de la réunion.
Le 5 mars 2013, il fait savoir que, étant donné la date des élections, le gouvernement intérimaire ne sera pas formé avant huit jours, et que, dans cette équipe, le ministre du Travail et le ministre des Finances exerceront les fonctions de vice-Premier ministre. Parallèlement, face aux critiques de la Coalition bleue (SK), il défend sa volonté de dissoudre le Parlement, expliquant qu'en période de crise sociale et politique, la voix du peuple doit être entendue par les élections.
Il nomme, le 12 mars, le gouvernement, dont Marin Raïkov, ambassadeur en France, est nommé Premier ministre. Deux mois plus tard, en mai 2013, il nomme Plamen Oresharski Premier ministre.
Plevneliev conteste résolument la position russe en Ukraine.
En mai 2016, il annonce qu'il ne sera pas candidat à sa réélection.

### Vie privée
Divorcé d'un premier mariage sans descendance avec Veronika Kavrakova, Rossen Plevneliev épouse la journaliste Yuliyana Yuriva en 2000. De ces secondes noces naissent trois enfants, dont l'aîné, prénommé Filip, meurt en 2015 à cause d'une santé fragile. Le mariage est dissous en 2017.
Son troisième mariage avec la journaliste Desislava Banova, annoncé par la presse, est célébré le 17 juin 2018 à Sofia. Un fils, Yoan, naît le 1er octobre suivant.
Il parle anglais et allemand.